# Lippia subracemosa
Lippia subracemosa là một loài thực vật có hoa trong họ Cỏ roi ngựa. Loài này được Mansf. mô tả khoa học đầu tiên năm 1924.